# Näcksjön (Mora socken, Dalarna)
Näcksjön är en sjö i Mora kommun i Dalarna och ingår i Dalälvens huvudavrinningsområde. Sjön har en area på 0,565 kvadratkilometer och ligger 581,1 meter över havet. Sjön avvattnas av vattendraget Gravvasseln.

## Delavrinningsområde
Näcksjön ingår i det delavrinningsområde (680708-141875) som SMHI kallar för Utloppet av Näcksjön. Medelhöjden är 618 meter över havet och ytan är 6,01 kvadratkilometer. Det finns inga avrinningsområden uppströms utan avrinningsområdet är högsta punkten. Gravvasseln som avvattnar avrinningsområdet har biflödesordning 5, vilket innebär att vattnet flödar genom totalt 5 vattendrag innan det når havet efter 371 kilometer. Avrinningsområdet består mestadels av skog (85 procent). Avrinningsområdet har 0,57 kvadratkilometer vattenytor vilket ger det en sjöprocent på 9,4 procent.